# Leandro Díaz (serie de televisión)
Leandro Díaz es una serie de televisión biográfica colombiana producida por Canal RCN. La serie está inspirada en la novela Leandro escrita por Alonso Sánchez Baute y sigue la vida del cantante fallecido de música vallenata, Leandro Díaz. Está protagonizada por Silvestre Dangond como el personaje titular, junto a Laura de León. Se estrenó el 19 de septiembre de 2022 por Canal RCN y posteriormente está disponible en video bajo demanda bajo la modalidad de day and date en Prime Video. Finalizó el 28 de febrero de 2023.

## Reparto
- Silvestre Dangond como Leandro Díaz de adulto[5]
  - Abel Villa como Leandro de niño[5]
- Laura de León como Matilde Lina[5]
- Emilia Ceballos como Clementina Ramos[5]
- Diego Vásquez como Onofre Duarte[6]
- Viña Machado como María Ignacia "Nacha" Díaz Ospino[6]
- Mario Espitia como Arturo Díaz[6]
- Paula Castaño como Tomasa Díaz[5]
- Marciano Martínez como José Luis Díaz[5]
- Carmenza Gómez como Remedios Duarte[5]
- Aída Bossa como Erótida Duarte[6]
- Daniela Tapia como Magdalena Malagón[6]
- Guillermo Vives como Ernesto Angulo[5]
- Sebastián Carvajal como Olimpo Severiche
- Johan Rivera como Reinaldo Ramos[5]
- Katty Rangel como Zunilda "Zuni" Lina[5]
- John Bolívar como Chico Bolaños[5]
- Beto Villa como Toño Salas[5]
- Jair Romero como Pello Mestre[5]
- George Slebi como Moisés Cohen[5]
- Cristian Villamil como Mauricio Solórzano[5]
- Víctor Hugo Ruiz como Julio Pantoja[5]
- María Laura Quintero como Gala Pantoja[5]
- Antonio Cantillo como Laureano Duarte[5]
- Lina Castrillón Como Miriam
- Juan Carlos Pérez Almanza Como Leandro (Habitante de Fundación)

## Premios y nominaciones

### Produ Awards
| Año  | Categoría                                | Telenovela o Serie | Resultado |
| ---- | ---------------------------------------- | ------------------ | --------- |
| 2023 | Mejor tema musical de Serie o Telenovela | Leandro Díaz       | Ganador   |